# Żmija (powieść poetycka)
Żmija. Romans poetyczny z podań ukraińskich w sześciu pieśniach – powieść poetycka autorstwa Juliusza Słowackiego.
Tekst powstał w burzliwym okresie życia poety, w 1831 roku, pierwsze strofy złożył jeszcze w Warszawie, kolejne podczas podróży po Europie w Dreźnie i Paryżu. Utwór opublikowany został w rok później w Paryżu w drugim tomie Poezyj. W listach do matki z tego okresu poeta określał Żmiję jako swoje najdoskonalsze dzieło (list z 30 lipca 1832). Juliusz Kleiner stwierdził, że Żmija jest wirtuozowskim popisem poety, misterną kompozycją romantycznych motywów, ale brakuje w nim osobistego, emocjonalnego stosunku pisarza do przedstawianych wydarzeń, które ujawnią się dopiero w późniejszych utworach wieszcza.

## Treść
Pieśń I. Sumak
Z naddnieprzańskiego zamku Czertomeliku rządzi całą kozacką siczą hetman zaporoski Żmija. Jego oddział szykuje się do kolejnej wyprawy i, aby zebrać dość prowiantu na drogę, organizuje polowanie na sumaka. Tymczasem sam hetman, jak to często ma w zwyczaju, gdzieś znika. Polowanie zakłóca pewien incydent. Łowcy napotykają na stepie wroga, samotnego Tatara. Niewierny uchodzi cało, hetmański chart i sokół, które wysłane na przeciwnika zamiast atakować, traktują go przyjaźnie, giną od strzał skierowanych przeciwko intruzowi.
Pieśń II. Płaczka

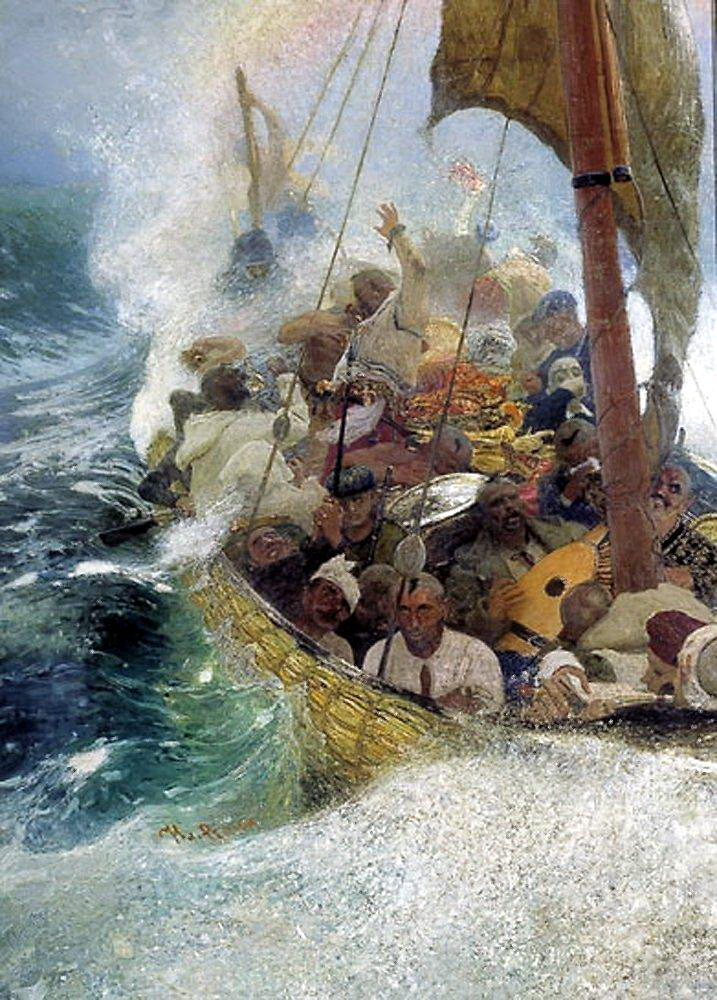
Kozacy na Morzu Czarnym, Ilja Riepin

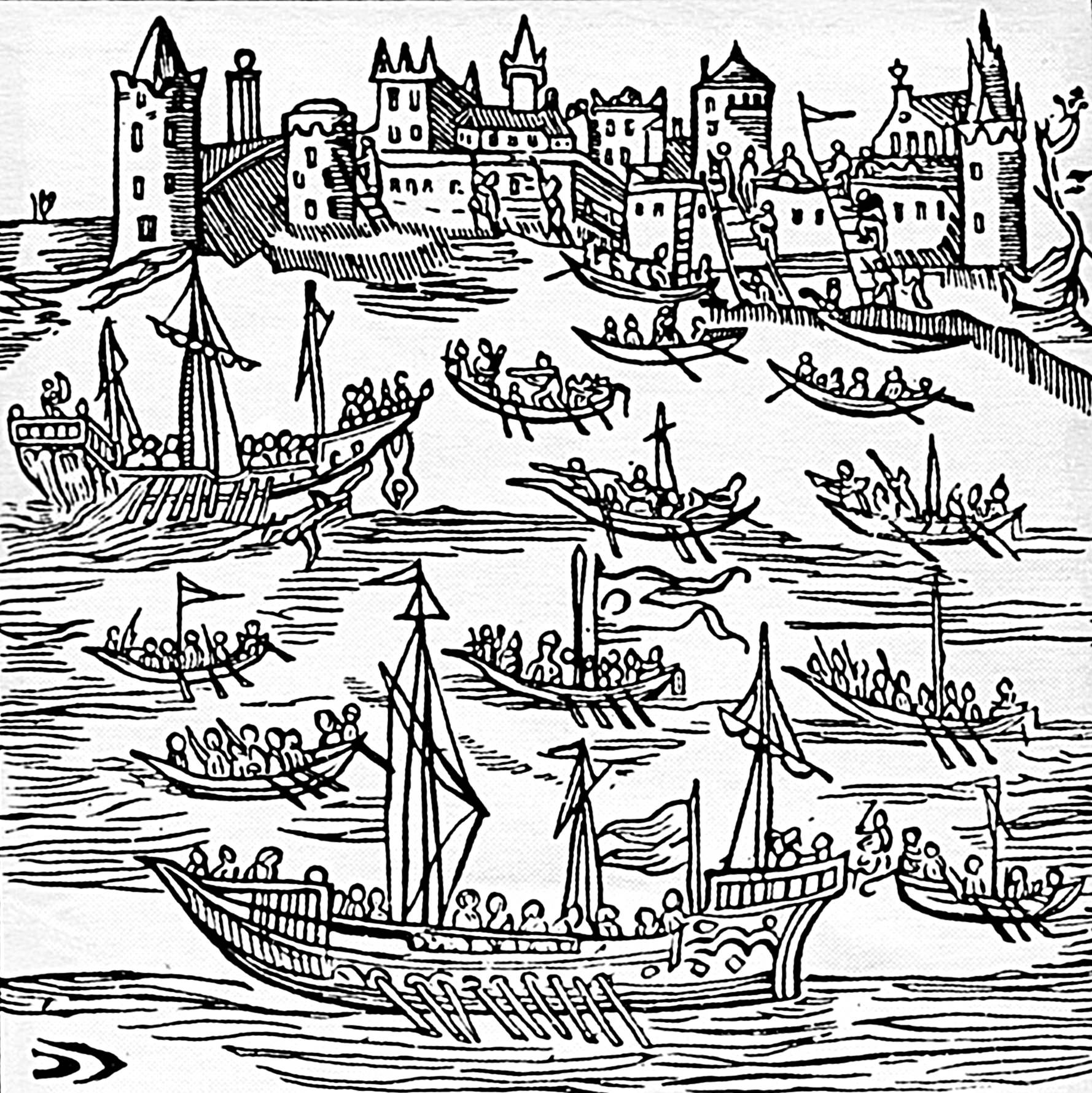
Zdobycie miasta przez Kozaków w czajkach

Żmija powróciwszy do obozu srogo karze ptasznika i stróża psiarni, dwóch małych chłopców, którzy nie dopilnowali podczas polowania powierzonych im zwierząt, a potem próbowali kłamstwami uniknąć odpowiedzialności. Nakazuje chłopców spuścić czajką bez wioseł przez porohy Dniepru. Obaj skazani giną w topieli. Tymczasem Kozacy zastanawiają się, kim jest ich wódz, którego przeszłość owiana jest tajemnicą. Przypominają sobie legendę o dawnym hetmanie, zakochanym w rusałce – sile nieczystej, narodzonej z dnieprowej mgły. To ona w ciągu jednego dnia postawiła dla hetmana czertomelicki zamek. Domagała się ofiar z zerwanych kwiatów, martwych zwierząt, które pozwalały jej odzyskać urok. W końcu zażądała życia samego hetmana. Ten, oszalały z miłości, poszedł za nią w odmęty rzeki, zginął, lecz przed potępieniem ocalił go krzyż, który miał na piersi. Kozacy próbują utożsamić swojego pana z bohaterem legendy, jednak ich domysły okażą się błędne. W tym czasie Żmija, zmartwiony wypadkiem na polowaniu, odwiedza cmentarz, na którym spotyka obłąkaną płaczkę, Kseni, która w grobowcach ukrywa niemowlę. Kseni nazywa Żmiję „lubym”, domaga się od niego ślubu.
Pieśń III. Pożar
Kozacy wyruszają na wyprawę łupieską na Carogród. Żmija porywa z haremu baszy Zulemę, która zdaje się być zadowolona tym faktem. Miasto poddaje się i Kozacy po paktach z emirem zabierają ze sobą bogate łupy i cudowną płaczącą ikonę Matki Boskiej.
Pieśń IV. Czajki
Powracający na Sicz Kozacy napotykają po drodze turecką galerę. Dobrze uzbrojona, lecz powolna łódź bisurmańska, nie jest w stanie sprostać szybkozwrotnym czajkom kozackim. Dochodzi do abordażu na galerę, Żmija zabija syna baszy natolskiego, Selima, który bohatersko broni swojego ojca. Kozacy uchodzą, ale żądni zemsty Turcy w ślad za nimi zmierzają w stronę czertomelickiego zamku.
Pieśń V. Basza
Galera turecka przyczaja się wśród wysp na Dnieprze. Kozacy chcą użyć mocy zrabowanej z Carogrodu ikony i proszą Żmiję, aby zanurzył cudowny obraz w rzece, co ma poruszyć wody przeciw niewiernym, jednak ikona pęka w rękach hetmana. Budzi to niepokój wśród Kozaków – upatrują w wypadku złego znaku. Mimo to na hetmański rozkaz pod osłoną nocy podpalają zakotwiczony statek turecki, a basza zostaje pojmany. Żmija odwiedza więźnia i wyjawia mu swoją prawdziwą tożsamość. Jest on Turkiem, synem innego carogrodzkiego baszy, który został niesprawiedliwie oskarżony i skazany na śmierć. Sam Żmija został wygnany i rozdzielony ze swoją ukochaną Zulemą. A wszystko to za sprawą natolskiego baszy, który jest teraz w rękach hetmana. Żmija przez lata ukrywał swoją wiarę, prowadził wyprawy przeciw rodakom, aby przygotować zemstę. Jej preludium było zabicie syna baszy, Selima, teraz wyzywa baszę na pojedynek.
Pieśń VI. Walka
W konnej potyczce sprawniejszy okazuje się basza. Zabija Żmiję i podpala jego zamek. Konającego hetmana znajduje obłąkana płaczka, Kseni. To ona, matka hetmańskiego syna, najciężej znosi zgon Żmii. Sama umiera z rozpaczy na jego pogrzebie.

## Analiza
Bohater
Hetman zaporoski ze swoją tajemniczą przeszłością jest bohaterem bajronicznym. W poemacie widać silne inspiracje Konradem Wallenrodem Mickiewicza, choć wallenrodyzmowi Żmii brakuje głębi, jaką posiadał Mickiewiczowski bohater.
Ludowość i historyzm
Ludowym źródłem poematu (jak wspomina sam poeta w Objaśnieniach do utworu) jest ukraińska legenda o wodzu kozackim Żmii, który wystawił wielki wał kamienny. Ludowość można także odnaleźć w balladzie pt. Rusałka, wplecionej w drugą część dzieła. Słowacki nieufny wobec fantastyki, wolał przedstawić ją nie jako bezpośrednie wydarzenia, ale w formie przytoczonych podań lokalnych. Dużą wagę przywiązywał do źródeł historycznych. Sam nigdy nie będąc na Siczy czy w krajach tureckich, swą wiedzę o nich czerpał z lektury (np. opis polowania na sumaka odnalazł w książce Beauplana).
Egzotyzm
Żmija łączy w sobie dwie odmiany romantycznego egzotyzmu: pokazuje zarazem kozactwo i odległe krainy Orientu. Kozacy zostali przedstawieni jako dumny, awanturniczy lud nomadów-rozbójników, przemieszczających się sprawnie w swoich chyżych czajkach. Są religijni, z Caropola uwożą nie tylko złoto, ale też świętą ikonę, którą otaczają czcią. Wierzą w czary. Są w tym podobni do romantycznych kreacji średniowiecznych rycerzy. Wartością nadrzędną jest dla nich wolność, czują silną więź z przyrodą, na łonie której żyją. Z drugiej strony powieść pokazuje bogactwa życia świata Orientu. Można je odnaleźć nie tylko w opisach haremu, ale także we wnętrzach zamku Żmii na czertomelickiej siczy (Żmija jest ukrywającym swoją tożsamość Turkiem). Do stałych rekwizytów znamionujących orientalny przepych należą szemrzące fontanny, łudzące zwierciadła czy białe marmury.
Kompozycja i tajemniczość
Jeszcze w XIX wieku zarzucano Żmii, że jest on zbyt mglisty i aż do pieśni piątej nie wyjaśnia żadnej z istotnych kwestii poematu. Zauważano przy tym, że taka kompozycja pod względem artystycznym może stanowić dużą zaletę utworu, choć jest utrudnieniem w lekturze. Sam Słowacki rozumiał tajemniczość jako istotny element dzieła romantycznego i bronił takiego układu pieśni. Każda z nich kończy się mocnym akcentem fabularnym, pozostawia czytelnika w oczekiwaniu na dalszy rozwój wypadków. Tajemnica przeszłości zostaje rozwiązana w pieśni piątej, ale aż do pieśni szóstej pozostaje aktualne pytanie o dalsze losy bohatera.
Obrazowość języka poetyckiego
Żmija jest poematem bardzo w swojej obrazowości teatralnym: jeśli to możliwe Słowacki zamiast stosować komentarze, przedstawia czytelnikowi sceny. Nie mówi, że Żmija ma sekretną kochankę, lecz pokazuje Ksenię w krypcie z niemowlakiem. Zamiast poinformować o zwycięstwie w walkach o Carogród, daje obraz hetmańskiego sztandaru spuszczanego z wieży.
Dynamizm i muzyczność
Do istotnych cech powieści należy jej dynamika. Samo imię bohatera budzi asocjacje nie tylko ze zdradą, ale też z szybkim skokowym ruchem, i poeta chciał wyzyskać to skojarzenie. Fabuła rozwija się szybko, bohaterowie prawie nigdy nie stoją w miejscu, przemieszczają się nawet wtedy, gdy nie jest to niezbędne dla rozwoju akcji (np. kilkakrotnie zmieniane jest miejsce podczas ostatniej konfrontacji baszy z hetmanem). Pęd ten wyraża się także zmiennym śpiewnym rytmem utworu. Słowacki zastosował wiersz ośmio- dziesięcio- i dwunastozgłskowy, zawsze ze średniówką w połowie wersu. Do opisu najbardziej dynamicznych momentów (np. do ukazania zwinności kozackich czajek) stosuje dziesięciozgłoskowiec rozbity na dwa wersy tak, że staje się on na potrzeby chwili pięciozgłoskowcem. Wszystko to sprawia, że Żmija jest utworem melodyjnym, co poeta komentując swoją twórczość sam określił po latach „rewelatorstwem muzyki”.

## Realizacje
Na podstawie Żmii w 1995 roku powstało słuchowisko radiowe w reżyserii Andrzeja Piszczatowskiego w opracowaniu muzycznym Małgorzaty Małaszko.